# Herr Collins äventyr
Herr Collins äventyr är en svensk dramakomedifilm från 1943 i regi av Anders Henrikson.

## Om filmen
Filmen premiärvisades på biografen Palladium i Stockholm 27 augusti 1943. Förlaga till filmens manus var en serie böcker om Herr Collin skrivna av författaren Frank Heller. Herr Collins affärer i London hade filmatiserats i Tyskland av UFA redan 1925 i regi av Dr Johannes Guter efter ett manuskript av Robert Liebmann. Titeln var Herrn Filip Collins Abenteuer.

## Rollista (urval)
- Anders Henrikson - Filip Collin
- Birgit Sergelius - Mary von Holten
- Thor Modéen - storfurst Michail
- Elof Ahrle - Graham
- Stig Järrel - Grossmith
- Torsten Winge - Lavertisse
- Rune Carlsten - Kenyon
- Håkan Westergren - Vivitj
- Ragnar Widestedt - Sir John
- Carl-Gunnar Wingård - Walters
- Marianne Löfgren - hertiginna

## Filmmusik i urval
- Burlatskaja/Svornik russkich narodnych psen/Éj uchnem'! (Pråmdragarnas sång/Volgasången), gammal rysk arbetssång, svensk text Miguel Torres
- Frühlingsrauschen, kompositör Christian Sinding
- Romans f-moll, op. 5, kompositör Pjotr Tjajkovskij
- Sverige, kompositör Wilhelm Stenhammar, text Verner von Heidenstam
- Ack, Värmeland du sköna text Anders Fryxell till folkmelodi
- Im tiefen Keller sitz' ich hier (I djupa källarvalvet), kompositör Ludwig Fischer, text Karl Müchler, svensk text Ernst Wallmark
- Schöner Gigolo, kompositör Leonello Casucci, tysk text Julius Brammer, engelsk text Irving Caesar
- Whispering (Viska i mitt öra), kompositör John Schonberger och Vincent Rose, text Malvin Schonberger och Richard Coburn, svensk text Karl-Lennart